# Bồ cắt giả
Accipiter imitator là một loài chim trong họ Accipitridae.